# Marguerite Janson
Marguerite Janson, geb. Juillerat (* 18. Januar 1904 in Biel; † 29. Mai 1980 in Leubringen) war eine Schweizer Schriftstellerin und Übersetzerin.

## Leben
Marguerite Juillerat kam als Tochter des Kaufmanns Jean Martin Juillerat und dessen Frau Jeanne Monney 1904 in der zweisprachigen Stadt Biel zur Welt. Ihre Grossmütter stammten aus Frankreich und in ihrer Familie wurde Französisch gesprochen. Ihre Schulausbildung fand jedoch in deutscher Sprache statt.
Marguerite Juillerat besuchte die Handelsschule in Biel, wo sie mit dem Handelsdiplom abschloss. Anschliessend arbeitete sie ein Jahr als Sekretärin am Psychotechnischen Institut in Biel. 1931 heiratete sie den aus Schweden eingewanderten Kaufmann Sven E. B. Janson, der von 1945 bis 1968 Direktor der Uhrmacher-Genossenschaft Alpina Union Horlogère war.
Mit der Heirat gab Marguerite Janson ihre Berufstätigkeit auf. Noch kinderlos, begann sie acht Jahre später auf Anregung ihres Ehemanns, erste Geschichten zu schreiben, welche auf Kindheitserinnerungen basierten. Nachdem sie Mutter geworden war, intensivierte sie ihre schriftstellerische Tätigkeit. 1945 erschien ihre erste Veröffentlichung, die biografische Erzählung Der Weg mit Franziska. Wie auch in ihren folgenden Werken, wie beispielsweise den Romanen Sommerwolken (1947) und Gestern waren wir Kinder (1948), bemühte sie sich darin um eine möglichst authentische Darstellung der Kindheit. Dabei richtete sich Janson nicht an junge Leser, sondern versuchte Erwachsene mit dem Phänomen Kindheit zu konfrontieren und sie so zu ihrem Ursprung zurückzuführen. Erst mit Die grosse Überraschung (1964) und Tom und die Neonstrassen (1969) erschienen auch Jugendbücher von Janson. In ihren Romanen beschrieb sie Charakteristika der Menschen aus dem bürgerlichen Milieu Biels und das Leben im Seeland und Jura.
Janson war auch als Übersetzerin aus dem Französischen tätig, so übertrug sie unter anderem Werke von Maurice Zermatten und Albert-Louis Chappuis ins Deutsche. Daneben arbeitete sie für die Publikationen Weltwoche, NZZ, annabelle und Du. Sie bereiste Europa und interessierte sich für Musik, Bildende Kunst und Naturwissenschaften. In Biel gehörte sie den Vorständen der Literarischen Gesellschaft, des Kunstvereins und der Musikgesellschaft an, in Bern dem Vorstand des Schriftstellervereins. Zudem war sie Kommissionsmitglied zur Förderung bernischen Schrifttums und der Werkbeleihungskasse für Schriftsteller.
Für ihre Leistungen wurde Janson dreimal mit dem Literaturpreis der Stadt Bern ausgezeichnet (1948, 1956, 1970 in der Kategorie Buchpreis). Auch bekam sie vier Literaturpreise des Kantons Bern. 1949 erhielt sie eine Ehrengabe der Schweizerischen Schillerstiftung für ihren Roman Gestern waren wir Kinder. Sie gewann ausserdem den Kunstpreis der Stadt Biel.

## Werke (Auswahl)
- Der Weg mit Franziska. Bühl-Verlag, Herrliberg-Zürich 1945.
- Sommerwolken. Roman. Bühl-Verlag, Herrliberg-Zürich 1947.
- Gestern waren wir Kinder. Roman. Huber, Frauenfeld 1948.
- Ich warte auf den Morgenregen. Roman. Huber, Frauenfeld 1950.
- Franziska unterm Haselbusch. Huber, Frauenfeld 1953.
- Auburn und das Tal. Roman. Huber, Frauenfeld 1955.
- Das Waldfest. 4. Erzählungen. Mit Zeichnungen von Gunter Böhmer. Huber, Frauenfeld 1957.
- Kleine Annie meiner Jugend. Roman. Huber, Frauenfeld 1959.
- Die grosse Überraschung. Mit Zeichnungen von Jacques Schedler. Huber, Frauenfeld 1964.
- Tom und die Neonstrassen. Francke, Bern 1969.

Übersetzungen
- Maurice Zermatten: Mutterschaft. Franz. Original La Servante du Seigneur. Rascher, Zürich 1960.
- Maud Frère: Einsames Herz. Franz. Original La Grenouille. Mit Illustrationen von Irène Zurkinden. Büchergilde Gutenberg, Zürich 1962.
- Maurice Zermatten: Der versprochene Maulesel und andere Erzählungen aus dem Wallis. Rascher, Zürich 1964.
- Irene Durand: Das Dorf am Gletscher. Franz. Original Salomé. Mon Village, Vulliens 1969.
- Albert-Louis Chappuis: Die Leute vom Grathof.  Franz. Original Pour que la sève ne meure. Mon Village, Vulliens 1970.
- Albert-Louis Chappuis: Vor dem Gewitter. Franz. Original Juste avant l'orage. Mon Village, Vulliens 1973.
- Albert-Louis Chappuis: Das Kind einer anderen. Franz. Original L' enfant d'une autre. Mon Village, Vulliens 1976.